# Alessandro Frigerio
Alessandro Frigerio Payán (Tumaco, 1914. november 15. – 1979. január 10.) kolumbiai-svájci labdarúgócsatár, edző.